# Forenzní chemie
Forenzní chemie nebo detektivní či soudní chemie je druh analytické chemie. Patří do skupiny forenzních věd, což jsou vědy používané k řešení právních otázek. Právní moc se snaží zjistit pravdu v soudní při a forenzní chemie se snaží odhalit také pravdu, ale poněkud odlišnými metodami. Slovo forenzní pochází z latinského před fórem, což bylo ve Starověkém Římě místo, kde se projednávaly obchodní a právní záležitosti.

## Historie

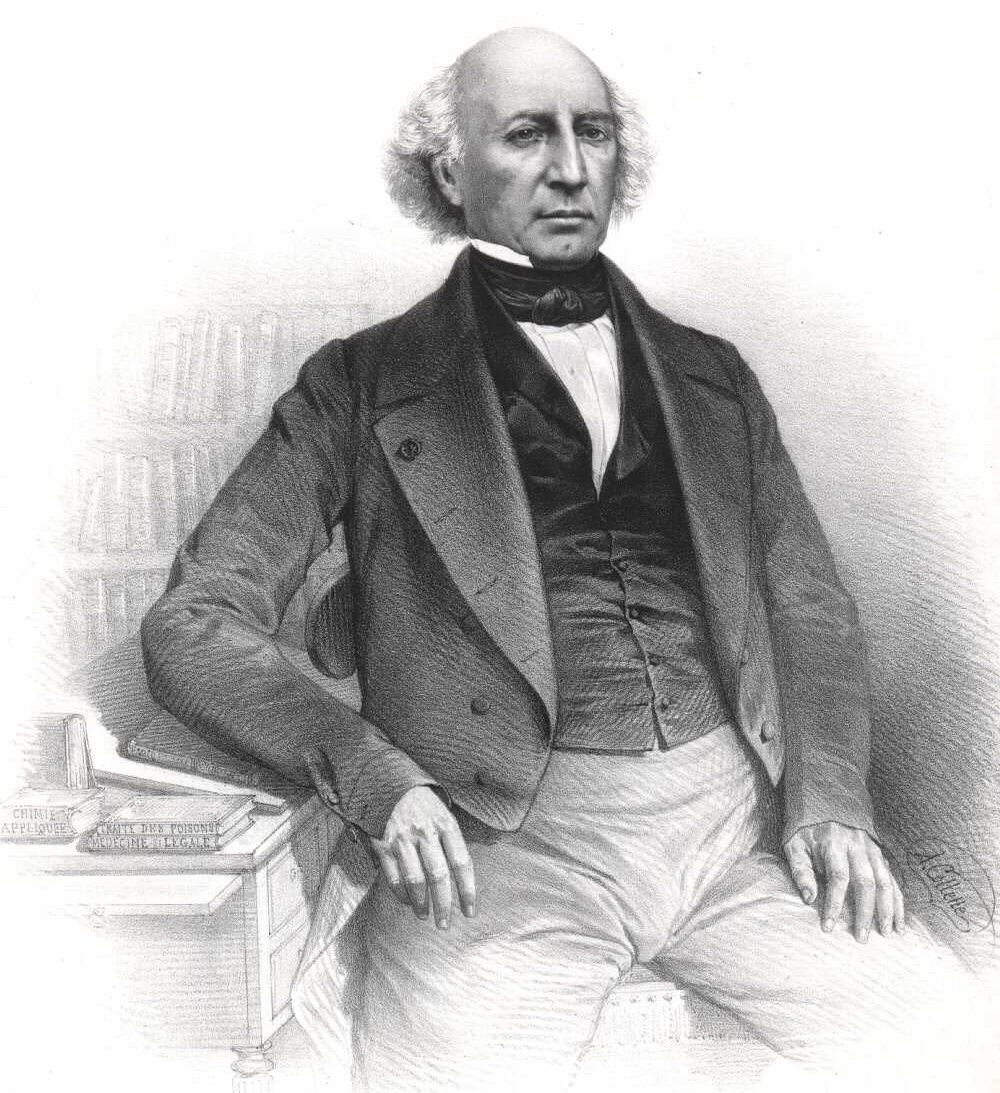
Mathieu Joseph Bonaventure Orfila - zakladatel toxikologie

První případy, které bychom dnes mohli připsat soudní chemii, byly případy otrav. V roce 82 př. n. l. byl v Římě přijat zákon odsuzující zločin otravy s heslem Kdo žije jedem, zemře jedem. Ale už 250 let předtím Římané popravovali zrádné manželky, které trávily své manžely, otce a ostatní příbuzné. Tyto ženy pak byly donuceny vypít vlastní lektvary, a popravily se tak samy.
S forenzními vědami souvisí i svědectví před soudem. Jde o ona proslulá prohlášení soudních znalců v oborech psychologie, balistiky, biomechaniky a případně chemie. Traduje se, že první znalecký posudek před soudem byl podán přivolaným lékařem kvůli prohledání těla Julia Caesara a určení, která rána císaře zabila.
Chemii patří první doložené svědectví v případu otravy, když byl otec soudní toxikologie M. J. B. Orfila roku 1840 přizván k případu Marie LaFargeové. Marie byla zatčena a nebožtíkovo tělo bylo testováno na přítomnost arseniku s neprůkaznými výsledky. Soud nebyl spokojen a pověřil Orfilu přezkoumáním důkazů. Orfila nechal exhumovat tělo nebožtíka a spolehlivě určil přítomnost arsenu v tělesných tkáních. Ovšem kromě toho prokázal i dost předvídavosti a odebral a přezkoumal i vzorky půdy, do níž byl nebožtík pohřben, aby mohl určit, zda se arsen do těla nedostal z půdy. Arsen se v půdě nevyskytl a na základě Orfilova znaleckého posudku byla Marie LaFargeová uznána vinou a potrestána nevolnictvím.
První forenzní laboratoř založil v roce 1910 Edmund Locard se dvěma přístroji – mikroskopem a spektrofotometrem. Tyto přístroje patří k základům forenzní analýzy dodnes. Přibyly k nim i další spektroskopické metody jako infračervená spektroskopie a rentgen. Dalším vylepšením byli dělicí analytické metody jako je například plynová chromatografie s hmotnostním spektrometrem (GC-MS). V poslední době se ve forenzní chemii začíná používat i nukleární magnetická resonance (NMR) a skenovací elektronová mikroskopie (SEM).

## Vzorek
Vzorek patří ve forenzní chemii k základním pojmům. Používá se k získávání odpovědi na otázky vyšetřovatelů, ale nejprve se musí odebrat a před samotnou analýzou upravit. Nakonec by analýza měla přidat alespoň určitou část jistoty do položené otázky. Velmi často je ale zapotřebí podobných vzorků více, aby byla jistota větší.

### Úpravy vzorku
Vzorek lze zpracovat dvěma způsoby. Nevratným způsobem (rozkladem - analýza) a extrakcí.

#### Rozklad
První možností je nevratný rozklad například pomocí kyseliny, což je vhodné pro anorganické látky (složení kulky pro identifikaci střelce). Nevýhodou tohoto postupu je zničení původního vzorku. Na rozpuštěné kulce se už těžko budou zjišťovat její deformace.

#### Extrakce
Druhému způsobu se říká extrakce a je to proces, při němž se ze vzorku vyberou převážně ty látky, které nás zajímají, tedy hlavně látky organické (drogy). Příkladem takového postupu je například analýza obsahu ethanolu v krvi. Odebraná krev se vpraví do
nádobky, která se okamžitě utěsní. Protože je ethanol těkavý, pomalu jeho páry zaplní volný prostor, čemuž se dá navíc pomoci i lehkým ohřevem. Plyn se poté odebere a jeho složení se zjistí pomocí plynové chromatografie.